# Parafia św. Andrzeja Boboli KM w Zawierciu
Parafia św. Andrzeja Boboli w Zawierciu – parafia rzymskokatolicka w Zawierciu. Należy do dekanatu Zawiercie – Świętych Piotra i Pawła w archidiecezji częstochowskiej.
Została utworzona w 1979 roku. Kościół parafialny został zbudowany w latach 1984–1991, konsekrowany w 1991 roku.

## Grupy parafialne
Służba Liturgiczna Ołtarza: ministranci, w tym lektorzy, chór parafialny, Żywy Różaniec, Katolickie Stowarzyszenie Młodzieży.

## Proboszczowie
- ks. Zygmunt Paruzel (1974–1980)[2]
- ks. Edward Płatek (1980–1983)[2]
- ks. Zdzisław Bednarz (1983–1998)[2]
- ks. Mirosław Jan Sikora (1998–2009)[2]
- ks. Zbigniew Stefan Berdys (2009–2010)[2]
- ks. Henryk Niemiec (od 2010)[2]